# Mosquito (Vieques)
Mosquito es un barrio ubicado en la isla-municipio de Vieques en el estado libre asociado de Puerto Rico. En el Censo de 2010 no tenía habitantes.

## Geografía
Mosquito se encuentra ubicado en las coordenadas 18°7′16″N 65°31′1″O / 18.12111, -65.51694. Según la Oficina del Censo de los Estados Unidos, Mosquito tiene una superficie total de 8.92 km², de la cual 6.29 km² corresponden a tierra firme y (29.5%) 2.63 km² es agua.

## Demografía
Según el censo de 2010, no había personas residiendo en Mosquito.